# Gwen Watford
Gwen Watford (10 de setembro de 1927 - 6 de fevereiro de 1994) foi uma atriz inglesa. Ela ganhou duas vezes o prêmio BAFTA de Melhor Atriz em Televisão e o Laurence Olivier Award de 1981 de Melhor Atriz Coadjuvante pela peça Present Laughter de Noël Coward. No cinema, ela apareceu nos filmes Cleópatra, Taste the Blood of Dracula e Cry Freedom.

## Filmografia
- The Fall of the House of Usher (1950) .... Lady Usher
- David Copperfield (1956) .... Rose Dartle
- The Winslow Boy (1958) (TV) .... Katherine Winslow
- Never Take Sweets from a Stranger (1960) .... Sally Carter
- The Grass Is Greener (1960) .... Recepcionista  (sem crédito)
- The Barretts of Wimpole Street (1961) (TV) .... Elizabeth Barrett
- The Very Edge (1963) .... Sister Holden
- Cleopatra (1963) .... Calpurnia
- Do You Know This Voice? (1964) .... Jackie Hopta
- Valley of the Kings (1964) .... Mrs. Marsh
- The Rise and Rise of Cesar Birotteau (1965) (TV) .... Constance Birotteau
- Broome Stages (1966) (TV) .... Lettice Broome
- Taste the Blood of Dracula (1969) .... Martha Hargood
- Shadows of Fear (1970) .... Moira Astle (episódio Did You Lock Up?)
- A Face of Your Own (1973) (TV) .... Moira
- The Ghoul (1975) .... Ayah
- In This House of Brede (1975) (TV) .... Dama Catherine
- Don't Forget To Write! (1977-1979) (TV) .... Mable Maple
- The Case of the Middle-Aged Wife (1982) (TV) .... Maria Packington
- Miss Marple: The Body in the Library (1984) (TV).... Mrs. Dolly Bantry
- Sorrell and Son (1984)
- Cry Freedom (1987) .... Mãe de Wendy
- Behaving Badly (1989) (TV) .... Frieda
- Relatively Speaking (1990) (TV) .... Sheila Carter
- The Winslow Boy (1990) (TV) .... Grace Winslow
- 'Miss Marple: The Mirror Crack'd from Side to Side (1992) (TV) .... Mrs. Dolly Bantry